# Annales d'histoire économique et sociale
Annales d'histoire économique et sociale (în prezent Les Annales. Histoire, Sciences sociales) este o revistă științifică de istorie creată în 1929 de către Marc Bloch și Lucien Febvre, doi istorici care predau la acel moment la Universitatea din Strasbourg. La început avea și 350 de abonați, în principal din mediul universitar, în primul său an de apariție. În prezent, revista este editată de École des hautes études en sciences sociales și, din 2018, de Cambridge University Press. Este disponibilă pe platformele Cambridge Core, CAIRN.Info, Persée și JSTOR. Din 2012, articolele din Annales sunt disponibile în franceză și engleză.
Aceasta revistă stă la originea Școlii de la Annales, una dintre principalele școli istoriografice franceze din secolul al XX-lea.